# Kruittorenramp van Mainz

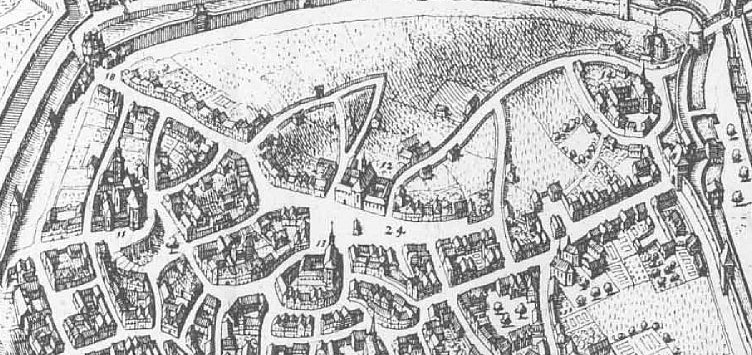
Op de kaart uit 1655 de kruittoren linksboven (18)

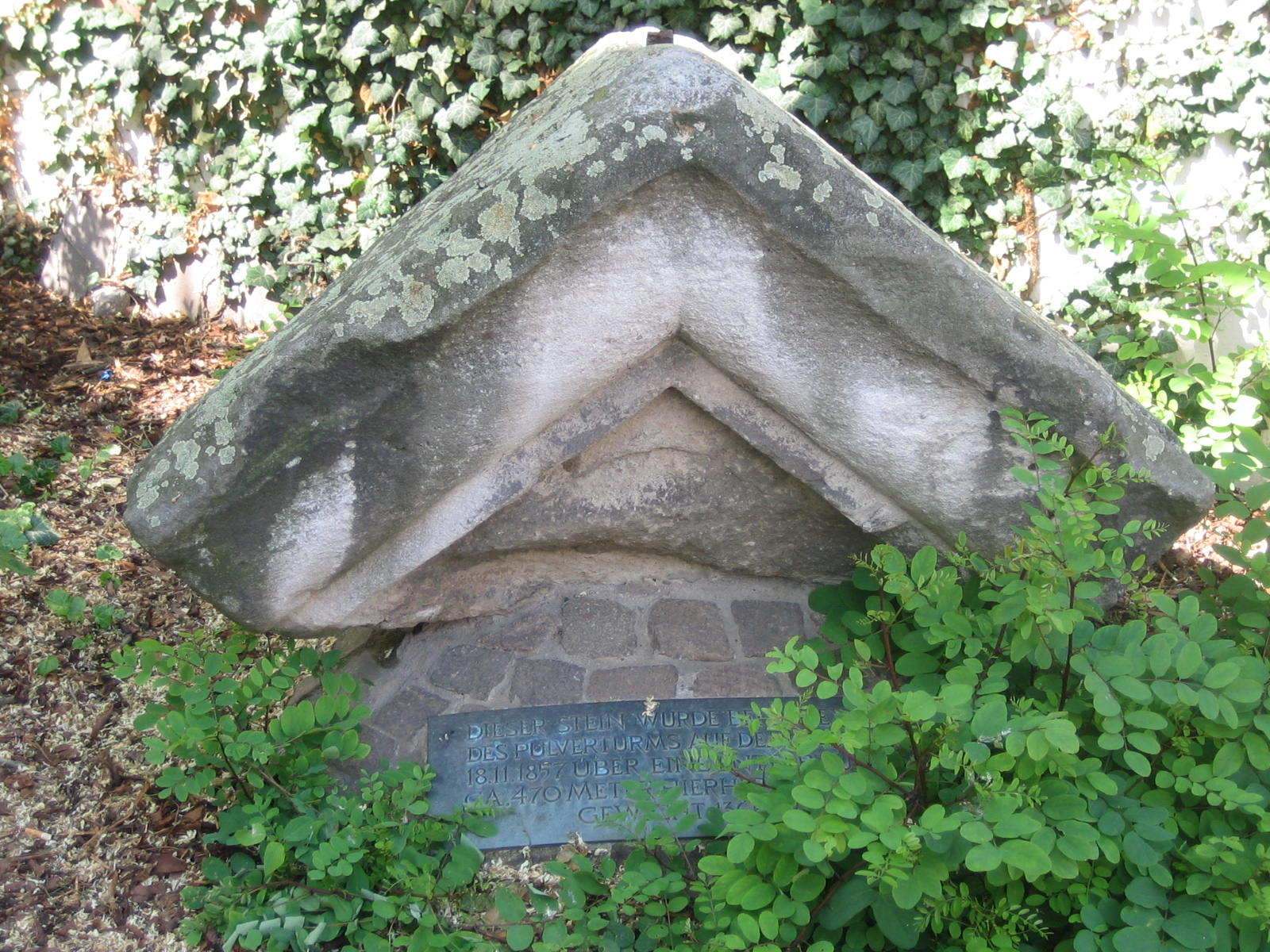
Herdenkingsplaat bij de gevelsteen die ca. 470 meter van zijn oorspronkelijke plek werd teruggevonden

De kruittorenramp van Mainz in 1857 was een explosie van de kruittoren te Mainz in de Duitse deelstaat Rijnland-Palts door een blikseminslag op 18 november van dat jaar.
De Martinstoren was oorspronkelijk een middeleeuwse stadspoort. Vanaf het begin van de 19e eeuw werd de Martinstoren als kruitmagazijn gebruikt totdat deze op woensdag 18 november om 14.45 uur explodeerde. In de toren lag opgeslagen ongeveer 200 kilogram slaghoedjes meer dan 600 lichtkogels. Binnen enkele seconden waren 57 huizen ingestort, en 64 huizen en de vestingwerken zwaarbeschadigd. De zwaarbeschadigde Sint-Stefanuskerk diende wonderwel als schild voor de rest van de stad. Door de ontstane drukgolf werden de ruiten uit de Dom van Mainz en de Sint-Quintinskerk geslagen. Stenen en puin vloog tot in de Rijn en de Bauhofstraat. Een gevelsteen van 683 kilogram vloog tot aan het voetbalveld. De gehele wachtdienst, een deel van de artillerie en overig garnizoen, sneuvelden of raakten zwaargewond. Het aantal doden onder de Oostenrijkse militairen bleef een militair geheim. De oorzaak van deze explosie kon nooit achterhaald worden.